# ЭП10
ЭП10 — пассажирский двухсистемный шестиосный электровоз, выпускавшийся в России на Новочеркасском заводе совместно с подразделением Bombardier Transportation компании Bombardier. Всего было построено 12 машин. Из-за ряда конструктивных недостатков, выявленных в ходе эксплуатации, электровозы ЭП10 так и не были запущены в изначально планировавшееся крупносерийное производство. По состоянию на 2020 год большинство локомотивов этой серии находится на консервации.

## История

### Предпосылки к появлению
Исторически сложилось, что в СССР электрификация железных дорог велась по двум системам: на постоянном токе 3 кВ и на переменном токе 25 кВ 50 Гц. Между участками, электрифицированными на постоянном и переменном токе, находятся станции стыкования, на которых приходится производить смену локомотивов (заменять электровоз постоянного тока на электровоз переменного тока и наоборот), на что требуется длительное время. Эксплуатация пассажирских двухсистемных электровозов позволяет проходить станцию стыкования без продолжительной стоянки, что уменьшает время нахождения поезда в пути. Поскольку имеющая наиболее высокий в России пассажиропоток железнодорожная сеть Московского региона была электрифицирована постоянным током, а во многих прилегающих областях — переменным, было признано востребованным применение двухсистемных электровозов для вождения части скорых поездов от Москвы для сокращения времени поездки и снижения эксплуатационных затрат.
Другим перспективным направлением развития российского электровозостроения являлось создание электровозов с асинхронным тяговым приводом, которые к тому времени активно применялись в странах Европы. Использование более мощных и простых в обслуживании асинхронных электродвигателей позволяло существенно снизить расходы на эксплуатацию и вместо двухсекционных восьмиосных применять более дешёвые в изготовлении односекционные шестиосные электровозы схожей мощности. Однако, несмотря на простоту конструкции, асинхронные двигатели требовали для работы подачи переменного тока регулируемого напряжения и частоты, для чего требовались специальные тяговые инверторы, являющиеся достаточно сложным оборудованием, создание которых в СССР к началу 1990-х годов не увенчалось значительным успехом.
Сложность при создании нового локомотива заключалась в отсутствии в России достаточного опыта производства пассажирских электровозов, к которым предъявлялись повышенные требования по надёжности и безопасности в сравнении с грузовыми локомотивами. В период 1960—1980-х годов СССР закупал пассажирские электровозы у чешского завода Skoda. Однако после распада СССР и появления таможенных пошлин закупать импортные локомотивы стало слишком дорого, поэтому было принято решение о создании пассажирских электровозов на Новочеркасском электровозостроительном заводе, имевшем наибольший опыт среди других российских предприятий по производству электровозов.

### Создание и выпуск

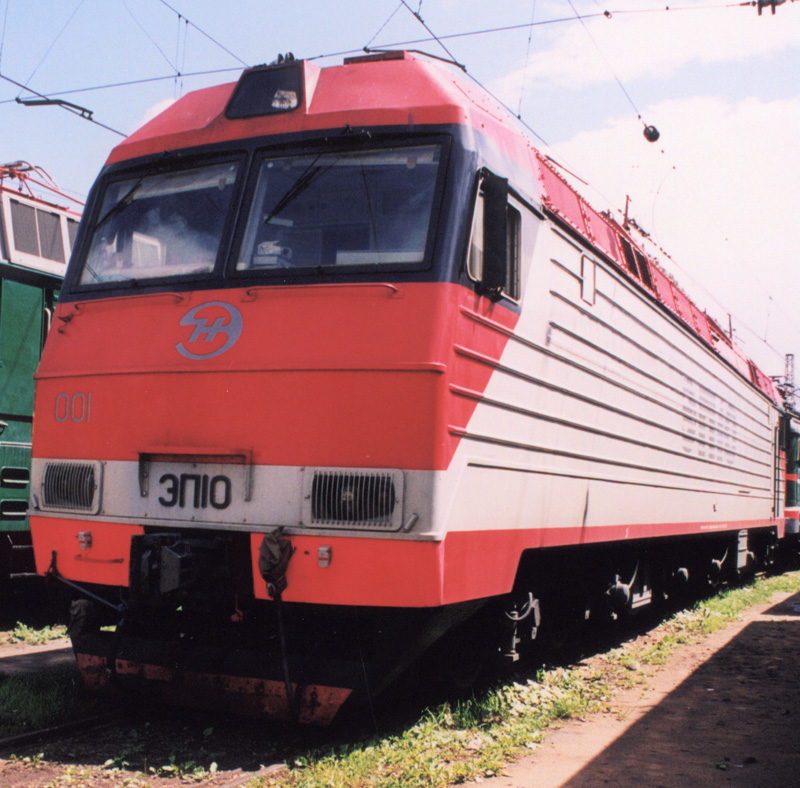
Электровоз ЭП10-001 (опытный образец) в заводской окраске в депо Москва-Пассажирская-Курская

В середине 1990-х годов для разработки нового двухсистемного электровоза с асинхронным тяговым приводом были задействованы специалисты Новочеркасского завода совместно с ВЭлНИИ. Тяговые преобразователи для асинхронных двигателей на первом этапе было решено закупать за рубежом в связи с отсутствием опыта по производству оборудования в России. В качестве поставщика оборудования была выбрана немецко-швейцарская компания Adtranz, позднее вошедшая в состав концерна Bombardier. 14 февраля 1997 года Министерство путей сообщения РФ подписало контракт о поставке 21 комплекта электрооборудования для новых электровозов на общую сумму 68,5 миллиона швейцарских франков. Контракт также подразумевал запуск производства ряда комплектующих на совместном предприятии с НЭВЗом.
Основная часть проектных работ и сборка натурного макета для отработки новой ходовой части, а следом за ним — первого опытного локомотива, получившего обозначение серии ЭП10 и номер 001, начались в мае 1997 года. В конце 1998 года электровоз был собран и представлен общественности. Стоимость производства первого локомотива, по словам министра путей сообщения Николая Аксёненко, составила 180 миллионов рублей. Из них более 80 % составила стоимость импортного электрооборудования. В дальнейшем её планировалось снизить в три раза при переходе к серийному выпуску электровозов.
По результатам испытаний в работе электровоза был выявлен ряд недостатков, однако приёмочная комиссия МПС РФ в декабре 1999 года рекомендовала ЭП10 к серийному производству. В 2000 году Новочеркасский завод приступил к изготовлению электровозов 002 и 003, для которых Adtranz поставил два комплекта оборудования. К этому времени общие затраты МПС на проектирование, закупку комплектующих и производство первых трёх локомотивов составили 423,4 миллиона рублей. Однако в 2001 году после кадровых перестановок в МПС новый заместитель министра путей сообщения заморозил сделку с Adtranz по причине слишком высокой стоимости электровозов ЭП10, отдав предпочтение в пользу закупки у НЭВЗа недорогих пассажирских электровозов переменного тока ЭП1 с коллекторными двигателями. В результате задача приобретения двухсистемных асинхронных электровозов была отложена на неопределённый срок, а производство электровозов ЭП10 было приостановлено.
В дальнейшем судьба проекта ЭП10 оставалась неопределённой, поскольку часть руководства МПС, реорганизованного в конце 2003 года в ОАО «Российские железные дороги» (РЖД), выступала против производства пассажирских локомотивов на НЭВЗе по причине низкой эксплуатационной надёжности ряда элементов и выявлении ряда недостатков при сборке, предлагая вместо этого инициировать создание электровозов постоянного тока ЭП100 на Коломенском заводе, который имел значительный опыт в производстве зарекомендовавших себя пассажирских тепловозов ТЭП70 с электрической передачей и ранее выпустил два скоростных электровоза переменного тока ЭП200. Тем не менее по инициативе замминистра путей сообщения Владимира Якунина были проведены испытания, которые позволили признать ЭП10 годным к эксплуатации в России, а затем велись переговоры с канадской компанией Bombardier, в состав которой вошёл Adtranz, о снижении числа комплектов поставляемого оборудования с 18 до 9.
В начале 2004 года компания РЖД вновь отложила приобретение электровозов на неопределённый срок, что вызвало протест со стороны поставщика электрооборудования Bombardier, вложившего средства в производство оборудования. Концерн требовал от РЖД выплатить неустойку (был подан иск в Арбитражный институт торговой палаты Стокгольма) или заключить контракт на производство партии электровозов (с отзывом иска). В итоге между компаниями РЖД и Транмашхолдинг в начале марта 2005 года подписан окончательный контракт на производство электровозов серии общей стоимостью 450 миллионов рублей.
Всего построено 12 электровозов серии. Данные по выпуску электровозов ЭП10 по годам приведены в таблице:
| Год выпуска | Количество электровозов | Номера  |
| ----------- | ----------------------- | ------- |
| 1998        | 1                       | 001     |
| 2005        | 1                       | 002     |
| 2006        | 10                      | 003—012 |

В дальнейшем электровозы ЭП10 не выпускались по причине низкой надёжности отдельных узлов. Вместо них завод приступил к созданию более современных электровозов нового поколения серии ЭП20.

### Испытания и эксплуатация

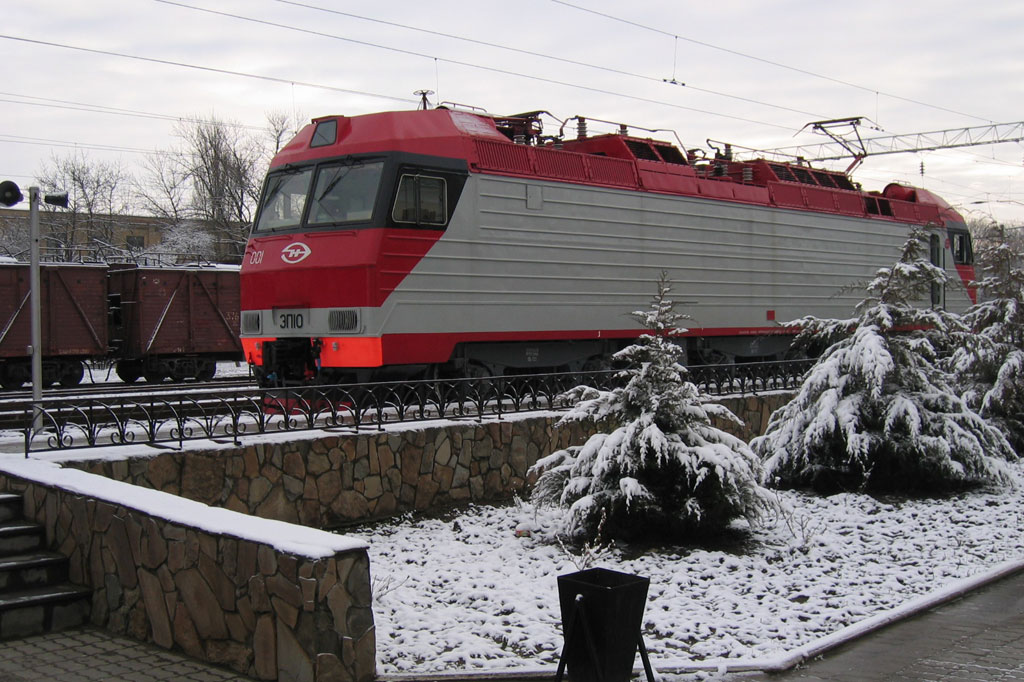
Электровоз ЭП10-001 во время испытаний на станции Майкоп

Электровоз ЭП10-001 изначально проходил испытания на обкаточном кольце Новочеркасского завода и кольце ВНИИЖТ в подмосковной Щербинке. В первые годы после выпуска он осуществлял опытные поездки с пассажирскими поездами на Московской, Горьковской, Северо-Кавказской, Красноярской и Западно-Сибирской железных дорогах. В 2005 году после решения о приобретении ещё 11 электровозов он был отправлен на скоростные испытания на участок Белореченская — Майкоп. Электровоз 002 вскоре после выпуска в конце 2005 совершил ряд опытных поездок по маршруту Москва — Брест, после чего был возвращён на завод, где велись испытания электровоза 003. Окончательно сертификационные испытания локомотивов ЭП10 были завершены в марте 2006 года. Электровоз 001 был доработан с учётом выявленных замечаний и требований по пожарной безопасности.
Весной 2006 года первые электровозы ЭП10 прибыли в депо Вязьма Московской железной дороги, где была создана их ремонтная база и производилась окончательная наладка. Затем все локомотивы передавались в эксплуатационное депо ТЧэ-6 «Москва-Сортировочная-Рязанская» Московской железной дороги, к которому они были приписаны вплоть до весны 2016 года.
В течение ряда лет электровозы обслуживали скорые поезда на маршрутах Москва — Нижний Новгород («Буревестник»), Москва — Казань, Москва — Киев («Столичный экспресс»), Москва — Минск — Брест («Славянский экспресс»), Москва — Воронеж и ряд других. По состоянию на первую половину 2010-х годов большинство электровозов находилось в эксплуатации, одновременно часть локомотивов проходило частичную модернизацию на заводе-изготовителе.
Основным недостатком электровозов ЭП10 признана низкая надёжность тяговых электродвигателей (ТЭД) (особенно при использовании «кнопки № 6», переводящей тягу в бустерный режим с величинами токов, существенно превышающими расчётные значения), выявлен и ряд других проблем. В начале 2007 года в прессе появилась информация об отзыве электровозов этой серии из эксплуатации. В частности говорится о том, что «технический аудит показал, что качество сборки локомотивов на НЭВЗе из комплектующих, которые поставляют 800 российских заводов, оказалось крайне низким».
В мае 2012 года электровоз ЭП10-008 участвовал в испытаниях нового электровоза ЭП20-001 в одном составе с вагоном лабораторией № 01872506 ВНИИЖТ. 27 мая при проведении испытаний испытательный состав попал в аварию на перегоне Ханская — Белореченская: машинист поезда допустил проезд запрещающего сигнала с последующим столкновением с тупиковой призмой, сходом состава с рельс падением с насыпи. В ходе аварии электровоз получил незначительные повреждения.
К концу 2015 года все локомотивы эксплуатировались на Киевском направлении МЖД, за исключением ЭП10-011, находящегося в нерабочем и частично разукомплектованном состоянии на Ростовском электровозоремонтном заводе.
В марте 2016 года все электровозы ЭП10, за исключением номеров 008 и 011, были переданы в локомотивное депо Ожерелье-Сортировочное и поставлены на консервацию, в работе оставалось всего три локомотива. По состоянию на первую половину 2017 года, в регулярной эксплуатации находился только один электровоз ЭП10-004, на вторую половину 2020 года — только ЭП10-007. В сентябре 2020 года ЭП10 c номерами 004 и 007 были переданы в депо ТЧЭ-18 имени Ильича. По состоянию на 2022 год все ЭП10 находятся на консервации.

## Общие сведения
Электровозы серии ЭП10 предназначены для вождения пассажирских поездов длиной до 24 стандартных вагонов на железных дорогах колеи 1520 мм, электрифицированных как постоянным током напряжением 3 кВ, так и переменным напряжением 25 кВ частоты 50 Гц. Предусмотрена возможность обслуживания электровоза в одно лицо, но вместе с этим, по отзывам локомотивных бригад, обслуживающих данный электровоз, управление в одно лицо затруднительно ввиду того, что часть органов управления (освещение кабины, освещение ходовой части, включение/выключение буферных фонарей, включение/выключение электроотопления поезда и т. д.) расположено на пульте помощника машиниста. Электрооборудование поставляется компанией Bombardier Transportation. Электровозы этой серии отличаются высокой мощностью, хорошей динамикой разгона, а также улучшенными энергетическими показателями (по свидетельству машинистов, это справедливо для «ручного» режима, в отличие от режима автоматического поддержания скорости).

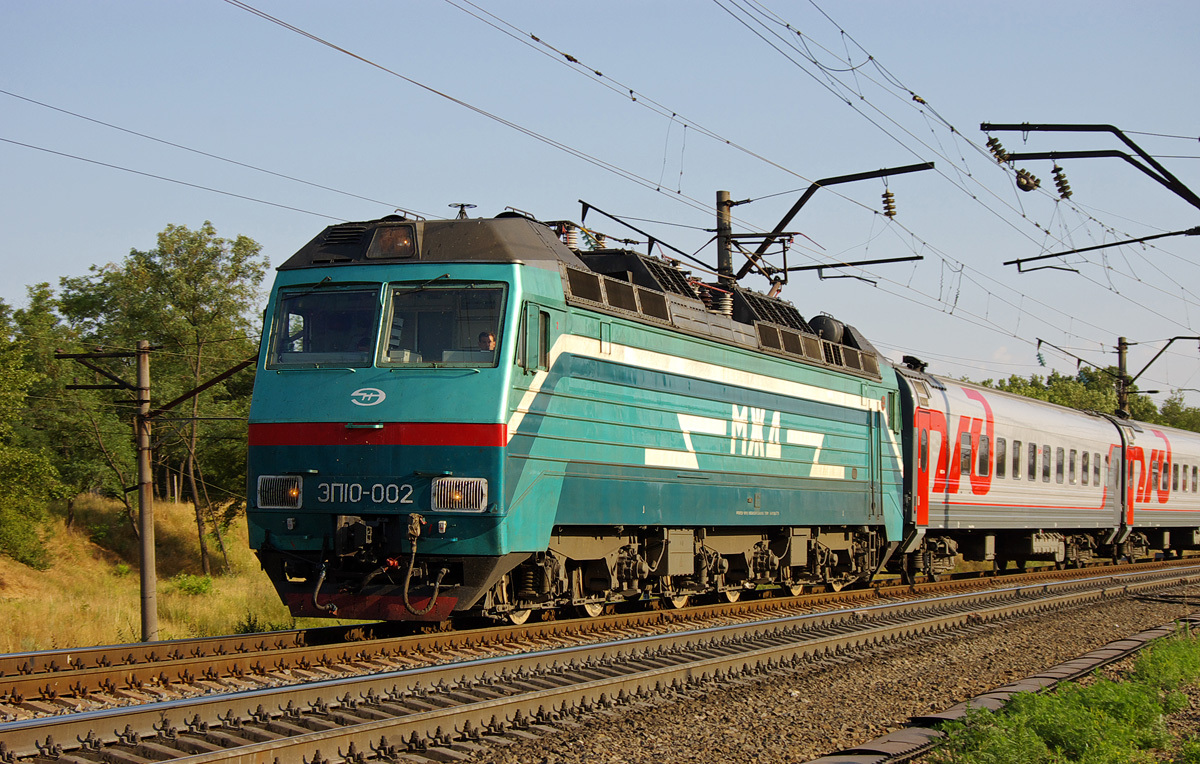
Электровоз ЭП10-002 (машина ранних выпусков) в окраске поезда «Славянка» с пассажирским поездом в Ростове-на-Дону

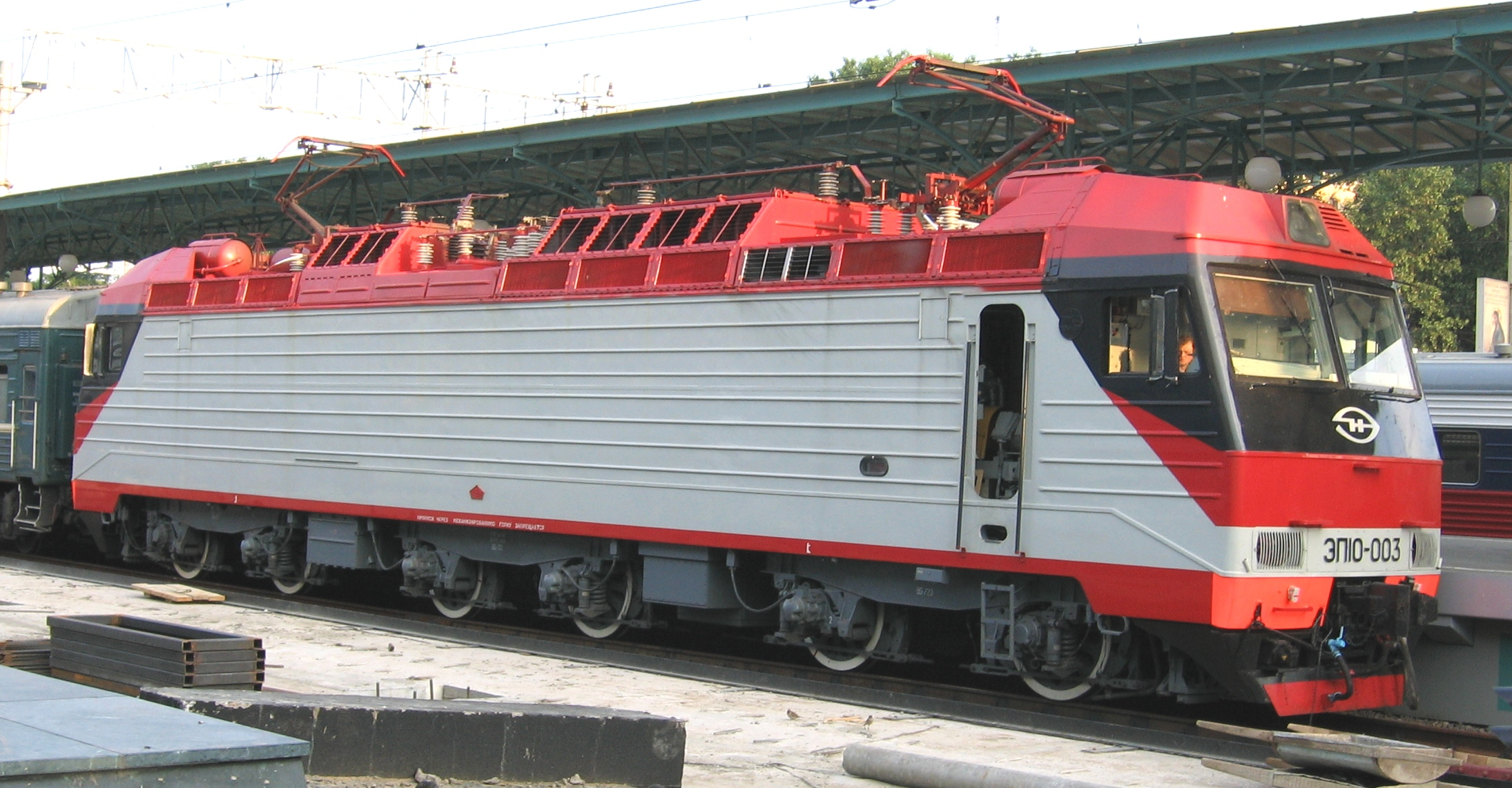
Электровоз ЭП10-003 (машина ранних выпусков) в заводской окраске на станции
Москва-Пассажирская-Смоленская

### Технические характеристики
Основные параметры электровозов серии ЭП10:
- Осевая формула — 20−20−20
- Размеры:
  - Общие:
    - Длина — 22 532 мм
    - Ширина — 3100 мм

  - Ходовая часть:
    - Полная колёсная база — 16 180 мм
    - Шкворневая база (между соседними тележками) — 6765 мм
    - Колёсная база тележек — 2650 мм
    - Диаметр колёс — 1250 мм
    - Ширина колеи — 1520 мм
    - Наименьший радиус проходимых кривых — 125 м
- Массово-весовые характеристики:
  - Сцепная масса — 135 т
  - Нагрузка от оси на рельсы — 22,5 тс
- Тяговые характеристики:
  - Род тока и напряжение — 3 кВ постоянный / 25 кВ 50 Гц переменный
  - Передаточное отношение — 85/22 ≈ 3,864
  - Мощность тяговых двигателей:
    - в часовом режиме — 6 × 1200 = 7200 кВт
    - в длительном режиме — 6 × 1170 = 7020 кВт

  - Скорость:
    - в часовом режиме — 80 км/ч
    - в длительном режиме — 80 км/ч
    - максимальная — 160 км/ч

  - Сила тяги:
    - максимальная при трогании с места — 375 кН
    - максимальная при трогании в бустерном режиме — 425 кН
    - в часовом режиме — 320 кН
    - в длительном режиме — 311 кН
    - при максимальной скорости — 158 кН

  - Мощность рекуперативного тормоза — 7200 кВт
  - Мощность реостатного тормоза:
    - при постоянном токе — 5400 кВт
    - при переменном токе — 2700 кВт

  - Максимальное тормозное усилие — 375 кН
  - Мощность системы отопления поезда — 1200 кВт

## Конструкция

### Кузов
Кузов электровоза цельнометаллический, имеющий сварную конструкцию, с двумя кабинами управления. Длина электровоза по осям зацепления автосцепок — 22 500 мм, ширина кузова — 3100 мм.
Лобовая часть кабины машиниста состоит из двух плоских частей — вертикально расположенной нижней и наклонной верхней. На уровне рамы по центру кузова размещены автосцепки СА-3, чуть выше находятся буферные фонари. По конструкции буферных фонарей электровозы ЭП10 условно можно разделить на две группы (ранних и поздних выпусков). На машинах ранних выпусков (с номерами от 001 до 003 включительно) имеются обрешёченные фонари, близкие по конструкции к буферным фонарям электровозов ЭП1. Остальные машины получили буферные фонари, конструктивно напоминающие применённые на первых партиях электровозов переменного тока 2ЭС5К и постоянного тока 2ЭС4К того же завода. В верхней части расположено два лобовых стекла и прожектор трапециевидной формы по центру над ними. Боковые стенки кузова гофрированные, выполнены в целом аналогично предыдущим сериям электровозов НЭВЗ, но имеют только окна имеются напротив кабин машиниста (у машинного отделения окна отсутствуют). Входные двери для каждой кабины расположены только с правого борта (если смотреть по ходу движения этой кабиной вперёд), то есть на каждом борту имеется выход только из одной кабины.
Кузов опирается на крайние тележки с помощью пружин, работающих на сжатие и сдвиг, а на среднюю тележку — с помощью качающихся сжатых стержней. Тяговое и тормозное усилия с кузова передаются наклонными тягами.

#### Тележки
Электровоз опирается на три двухосные несочленённые моторные тележки. Тележки бесчелюстные, с рессорным двухступенчатым подвешиванием. Диаметр колёс при новых бандажах составляет 1250 мм, колёсная база (расстояние между осями) — 2650 мм. Буксы — осевые, диаметр шейки оси — 160 мм. Корпус буксы связан с рамой тележки буксовыми тягами традиционной конструкции.

#### Электрооборудование
На всех локомотивах установлено оборудование для рекуперации, система автоматического управления тягой и рекуперативно-реостатным тормозом, трёхуровневая микропроцессорная система диагностики, асинхронные ТЭД.
Асинхронные тяговые электродвигатели питаются трёхфазным напряжением, величина и частота которого задаются инвертором на запираемых GTO-тиристорах. При движении по участкам с переменным током в контакной сети инвертор получает постоянный ток от управляемого выпрямителя на GTO-тиристорах. При рекуперативном торможении этот мост переводится системой управления в режим однофазного инвертора, возвращающего мощность в контакную сеть.
При проектировании тяговых электродвигателей ЭП10 заказчиком были установлены очень жёсткие массогабаритные показатели, которые конструкционно не позволили увеличить вес ТЭД на несколько килограммов с улучшением мощностных и температурных характеристик. Однако, по оценкам специалистов, асинхронные двигатели ЭП10 показали характеристики лучше иностранных аналогов по ряду ключевых значений.

#### Кабина машиниста

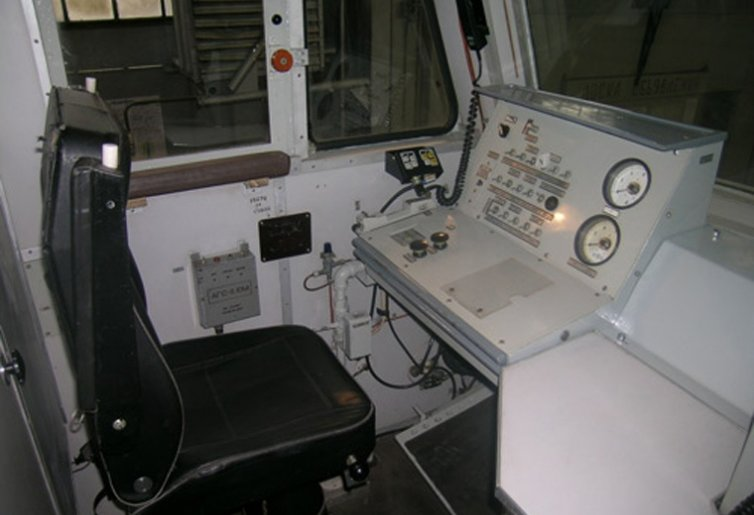
Вид слева, пульт помощника машиниста
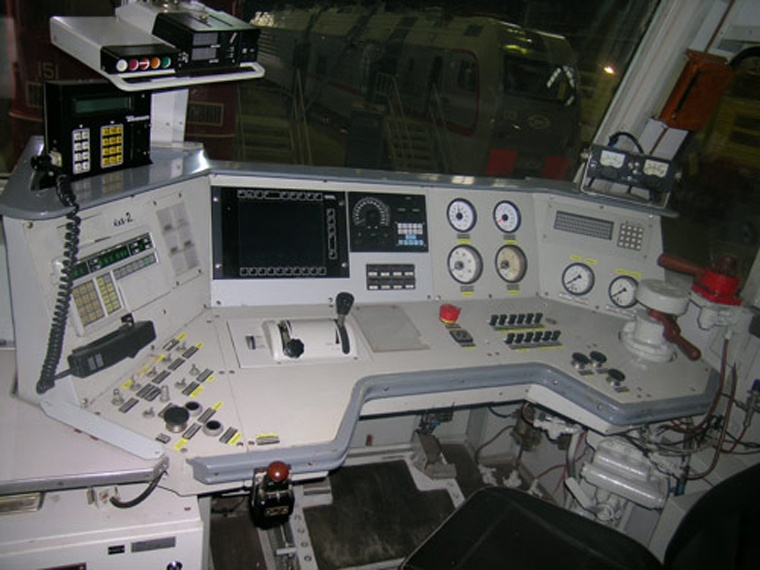
Вид по центру на пульт машиниста
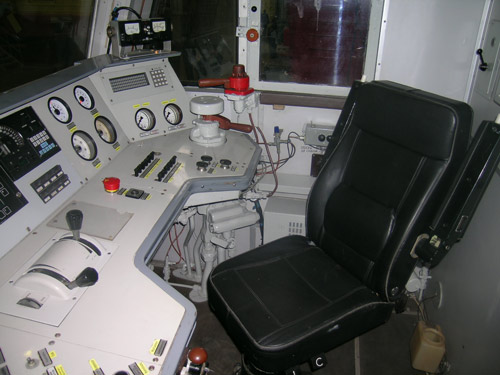
Вид справа, пульт машиниста